# Живојин Николић
Живојин Жика Николић (Доњи Рибник, 1944. — Доњи Рибник, 2013) био је српски новинар, професор и књижевник.

## Биографија
Живојин Жика Николић рођен је 21. фебруара 1944. године у Доњем Рибнику код Трстеника у породици Николе и Милосаве Николић. Након завршене основне школе у Лопашу, Живојин одлучује да упише средњу пољопривредну школу у Краљеву, а потом завршава Вишу педагошку школу у Крагујевцу и Филолошки факултет у Београду (Српскохрватски језик и књижевност).
Након завршених студија, Живојин 1966. године одлази на професорску службу у основној школи у Шилопају код Горњег Милановца и тамо остаје све до 1977. године, након чега одлучује да се врати у родни Рибник. Исте године, Живојин добија посао професора у Машинској техничкој школи у Трстенику и тамо остаје све до 1979. године.
Након професорске каријере, Живојин постаје новинар Радио телевизије Трстеник. Константним напредовањем, Живојин постаје главни и одговорни уредник „Трибине“ (до 1995) и Трстеничког радија, новинар и уредник (2004) Радио телевизије Трстеник. Такође је био и дугогодишњи сарадник „Вечерњих новости“. Пензионисао се 2008. године али за њега то није био повод за опраштање од новинарства, па ће многима остати упамћен као водитељ култне емисије намењене селу „Зрно“, која броји више од 500 премијерних емитовања. Емисија „Зрно“ је врло брзо постала позната и била је доступна широком аудиторијуму и ван Расинског округа.
Осим у новинарству, оставио је траг и у књижевности. Објављује у текућој периодици, прикупља народно стваралаштво, пише уметничку прозу, углавном приповетке. Био је члан Удружења књижевника Србије.

## Дела
- Сан, Београд, 1997. и 1999.
- Прозрака, Београд, 1999.
- Лабудов друг, Београд, 2001.
- Засунче, Београд, 2004.